# پنج‌چشمی
پنج‌چشمی (نام علمی: Opabinia regalis) نام یک گونه از رده سهمگین‌میگویان است.